# Rajko Aleksić
Rajko Aleksić (srbskou cyrilicí Рајко Алексић; * 19. února 1947, Nova Crnja) je bývalý jugoslávský fotbalista srbské národnosti, pravý obránce.

## Fotbalová kariéra
Hrál v jugoslávské lize za FK Vojvodina Novi Sad. Nastoupil ve 214 ligových utkáních, dal 3 góly a s Vojvodinou Novi Sad vyhrál v roce 1966 jugoslávskou ligu. V letech 1977-1979 hrál ve francouzské Ligue 1 za Olympique Lyon, nastoupil ve 52 ligových utkáních a dal 2 góly. V Poháru mistrů evropských zemí nastoupil v 5 utkáních a ve Veletržním poháru nastoupil v 11 utkáních. Byl členem stříbrné jugoslávské reprezentace na Mistrovství Evropy ve fotbale 1968, ale v utkání nenastoupil. Za reprezentaci Jugoslávie nastoupil v roce 1968 ve dvou utkáních. 

## Ligová bilance
| Ročník                          | Zápasy | Góly | Klub                  |
| ------------------------------- | ------ | ---- | --------------------- |
| Jugoslávská Prva liga 1965/1966 | 2      | 0    | FK Vojvodina Novi Sad |
| Jugoslávská Prva liga 1966/1967 | 16     | 0    | FK Vojvodina Novi Sad |
| Jugoslávská Prva liga 1967/1968 | 26     | 0    | FK Vojvodina Novi Sad |
| Jugoslávská Prva liga 1968/1969 | 33     | 1    | FK Vojvodina Novi Sad |
| Jugoslávská Prva liga 1969/1970 | 17     | 0    | FK Vojvodina Novi Sad |
| Jugoslávská Prva liga 1970/1971 | 18     | 0    | FK Vojvodina Novi Sad |
| Jugoslávská Prva liga 1971/1972 | 27     | 0    | FK Vojvodina Novi Sad |
| Jugoslávská Prva liga 1972/1973 | 23     | 0    | FK Vojvodina Novi Sad |
| Jugoslávská Prva liga 1973/1974 | 21     | 0    | FK Vojvodina Novi Sad |
| Jugoslávská Prva liga 1974/1975 | 0      | 0    | FK Vojvodina Novi Sad |
| Jugoslávská Prva liga 1975/1976 | 16     | 1    | FK Vojvodina Novi Sad |
| Jugoslávská Prva liga 1976/1977 | 15     | 1    | FK Vojvodina Novi Sad |
| Ligue 1 1977/1978               | 24     | 2    | Olympique Lyon        |
| Ligue 1 1978/1979               | 28     | 0    | Olympique Lyon        |
| CELKEM 1. jugoslávská liga      | 214    | 3    |                       |
| CELKEM Ligue 1                  | 52     | 2    |                       |